# Saint-Pierre-sur-Doux
Saint-Pierre-sur-Doux è un comune francese di 105 abitanti situato nel dipartimento dell'Ardèche della regione dell'Alvernia-Rodano-Alpi.

## Società

### Evoluzione demografica
Abitanti censiti